# Kanzel von St. Martin (Hillesheim)

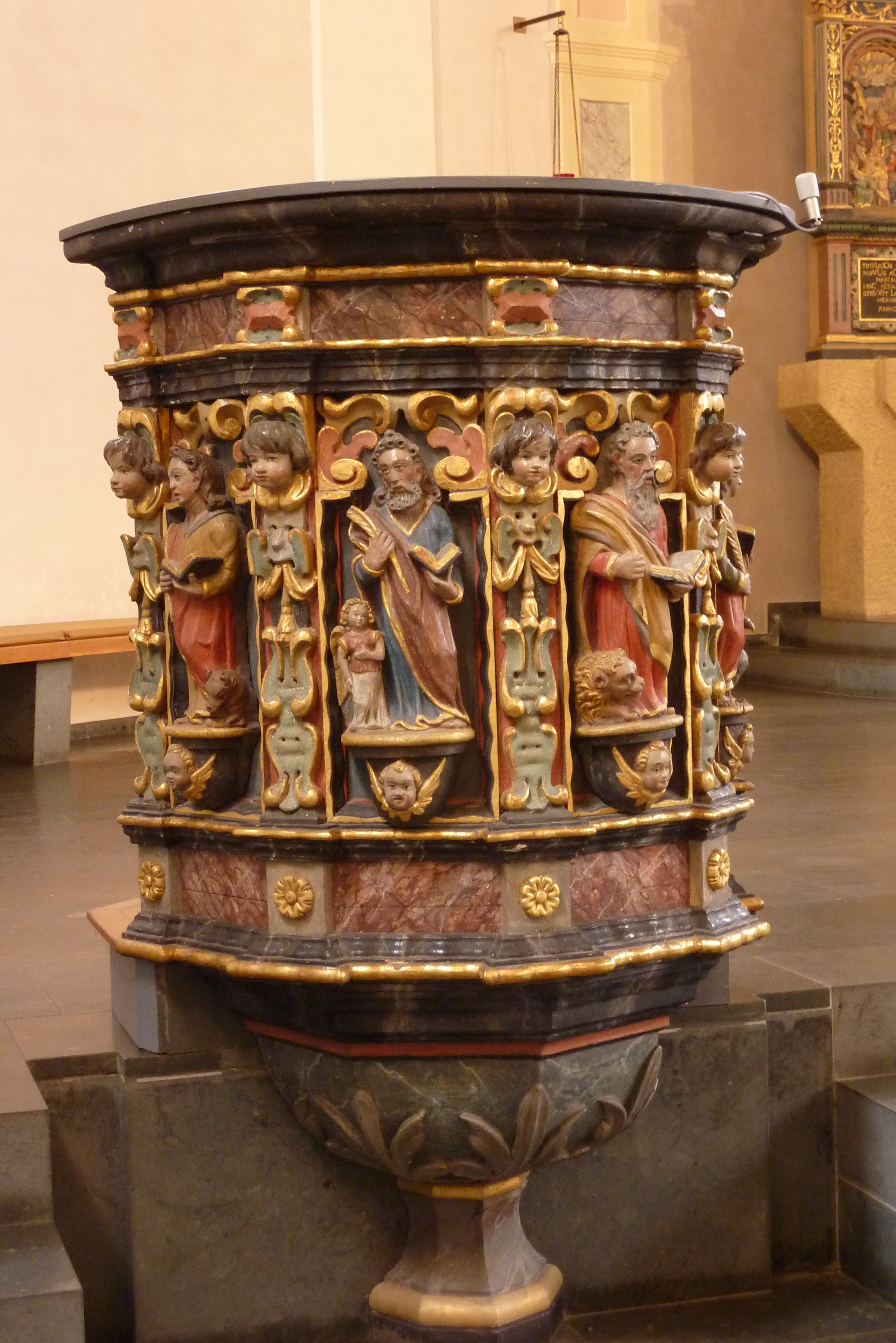
Rest der Kanzel in Hillesheim

Die Kanzel in der katholischen Pfarrkirche St. Martin (1852/53 errichtet) in Hillesheim, einer Stadt im Eifelkreis Bitburg-Prüm in Rheinland-Pfalz, wurde im 17. Jahrhundert geschaffen.
Die Kanzel aus Holz wurde aus dem 1852 abgebrochenen Vorgängerbau der heutigen Kirche übernommen. Der Schalldeckel, die Rückwand und die Treppe fehlen.
Ernst Wackenroder schreibt im Jahr 1928: 

„Bei überhöhtem Halbkreis als Grundrißform steht sie unter Vermittlung einer achtflächigen Kuppel auf einer leichten, gedrehten und mit Weinlaub umrankten Säule. An der Kanzel selbst wechseln breite, mit Knorpelwerk gefüllte Pilaster ab mit schmalen Feldern für kleine Figuren der Evangelisten.“

Der Kanzelkorb wird heute als Lesepult genutzt.

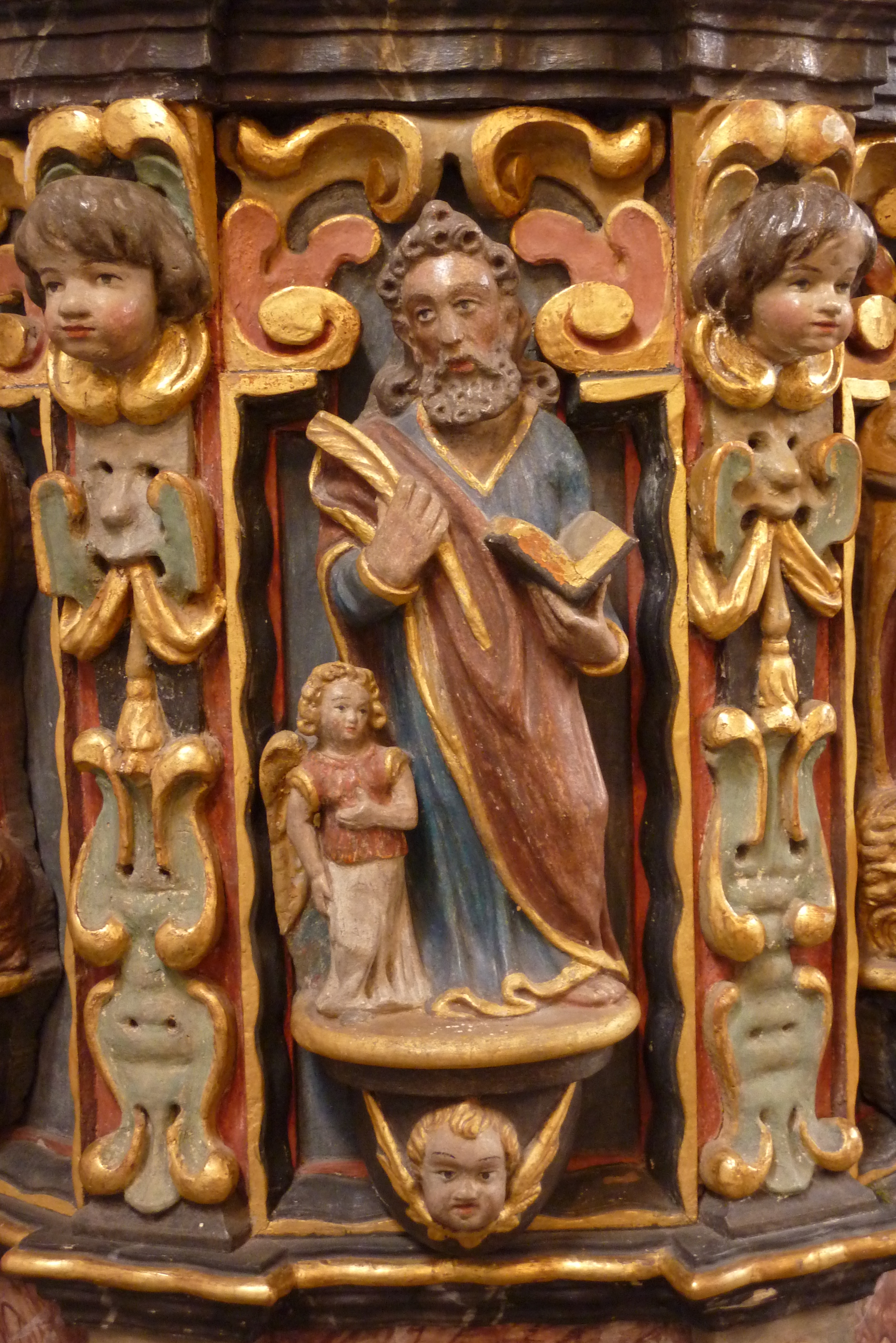
Evangelist Matthäus
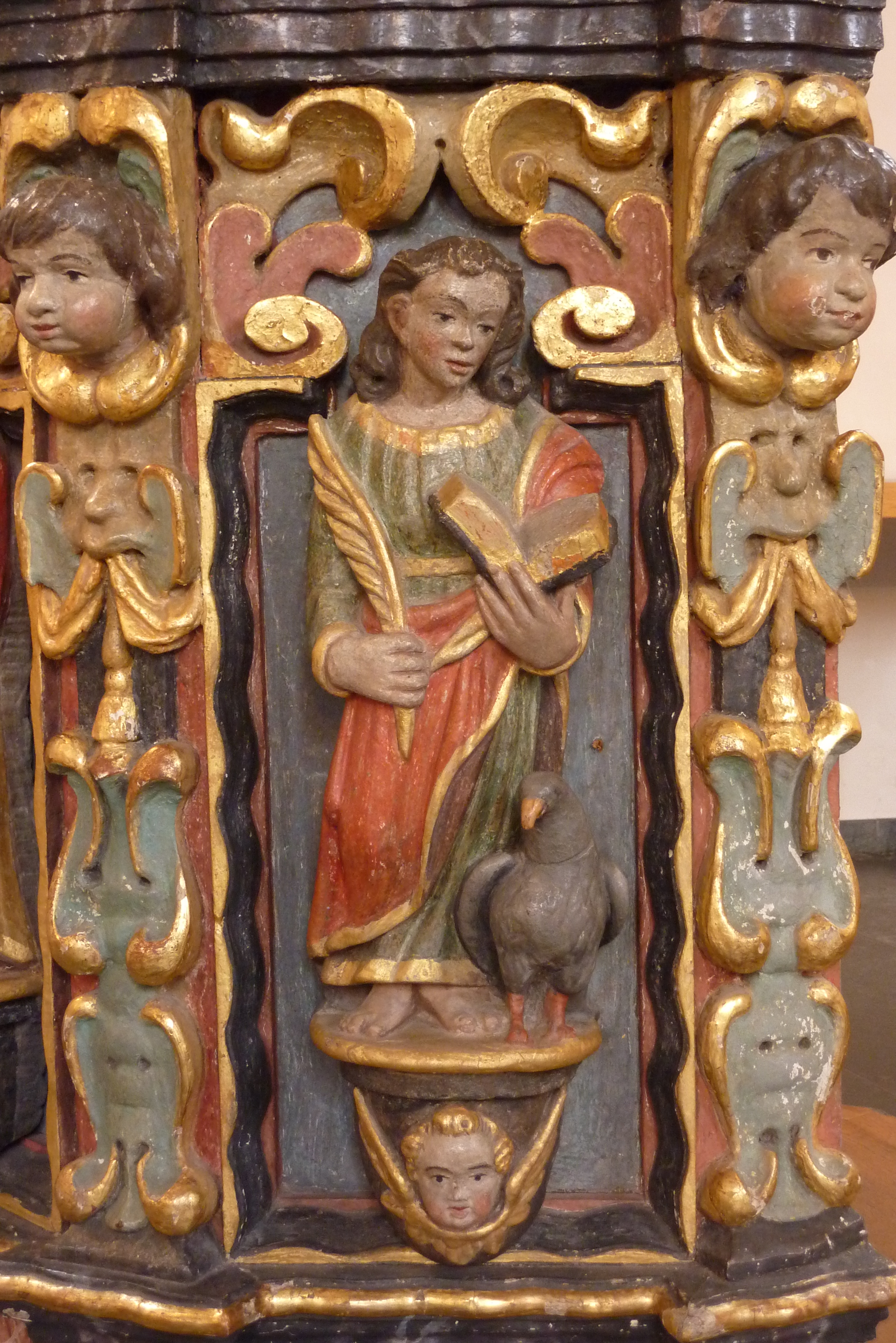
Evangelist Johannes
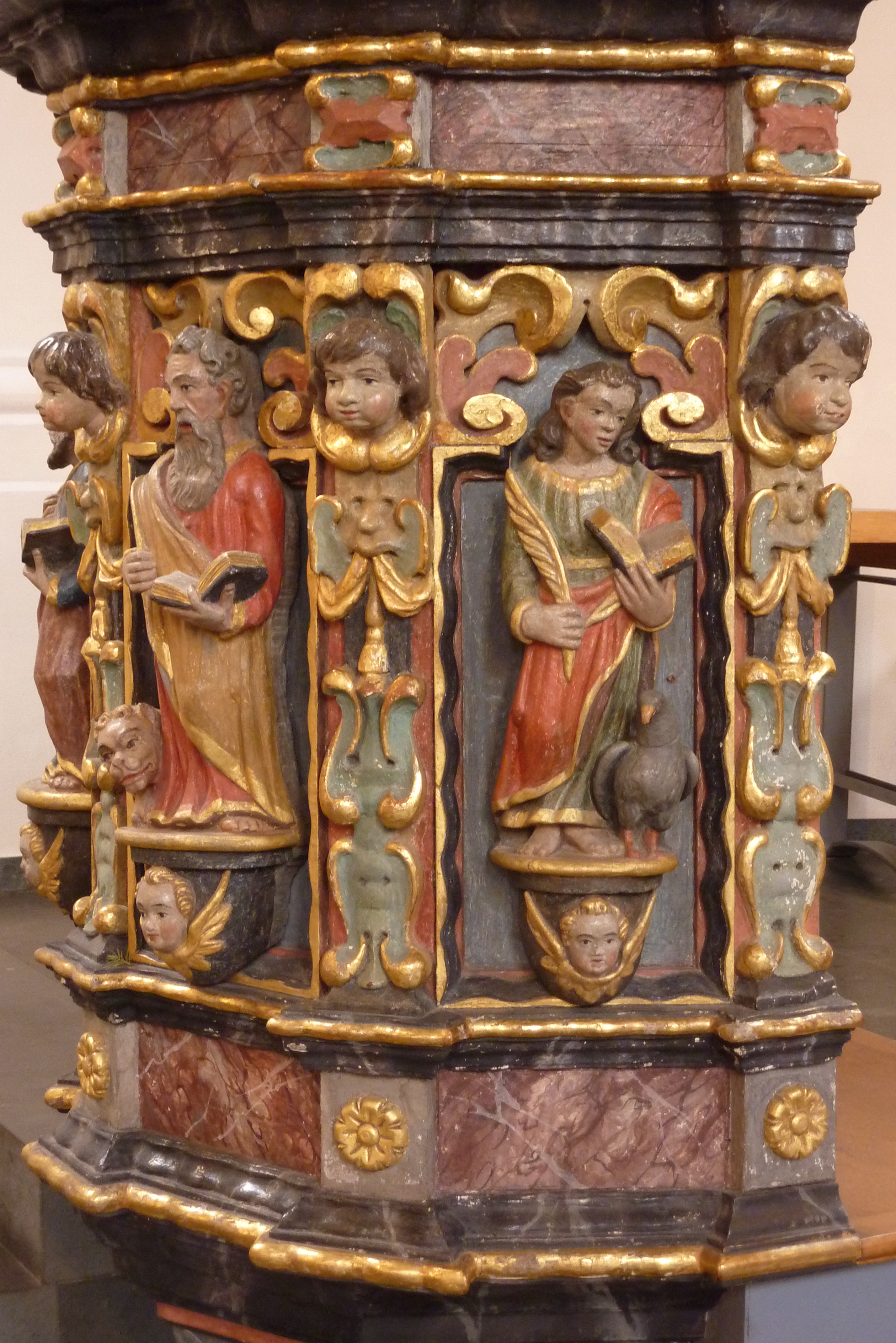
Evangelist Markus (links)
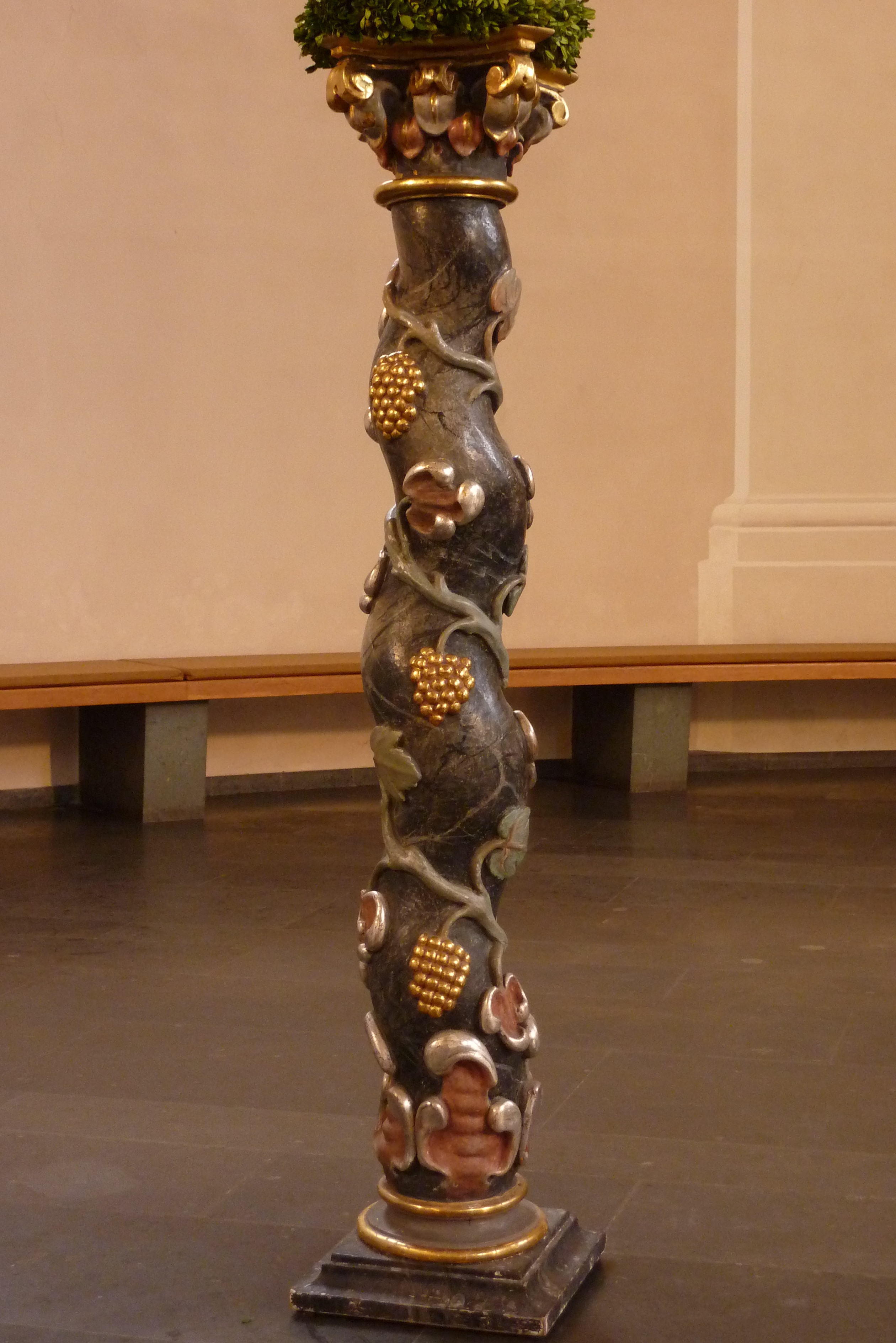
Gedrehte Säule mit Weinlaub (an anderer Stelle in der Kirche)